# Корсаков, Георгий Аркадьевич
Георгий Аркадьевич Корсаков (настоящая фамилия Цейтлин; 1901—1984) — 2-й заместитель начальника Главного управления строительства Дальнего Севера НКВД СССР, генерал-майор (1945). Участник Большого террора, один из основных ответственных за гибель парохода «Индигирка».

## Биография
Родился в семье крупного торговца — купца 2 гильдии'. Окончил гимназию, Харьков 1919; Инструктор Укрпродкома, г. Богодухов Харьк. губ. 12.19—06.20; районный продкомиссар, с. Краснокутск, Большая Писаровка Харьк. губ. 06.20—04.21; уполн. ОО Харьк. ВО 04.21—10.21; уполн. ВЧК-ГПУ УССВ Харьков 11.21—10.23; хлебный инспектор Наркомпрода, Харьков 11.23—11.27; коммерческий доверенный Рыжовского хим. з-да, Харьков 11.27—07.28.
В органах НКВД-МВД: секретарь упр. ГПУ УССР, Харьков 08.28—09.30; ст. уполн. Донецкого оперсектора ГПУ, Сталино 09.30—10.31; нач. отд., секретарь ПП ОГПУЗап, обл. 10.31—1932; нач. оперотд-я ПП ОГПУ Зап. обл. 1932—1933; нач. общего отд. ПП ОГПУЗап. обл. 05.01.34—08.07.34; нач. инспекции резервов ПП ОГПУ — УНКВД Зап. обл. 08.07.34-23.12.35; нач. отд. резервов УНКВД Зап-Смол. обл. 23.12.35—02.12.37; В КП с 12.36. нач. ОМЗ УНКВД Смол. обл. 02.12.37—02.08.38
В результате фальсификации дела на вышеперечисленных советских граждан, 72 человека по постановлению тройки УНКВД Смоленской области были расстреляны. Наиболее активную роль в фальсификации материалов данного дела играли следующие бывшие работники Рославльской опергруппы.
В распоряжении Дальстроя НКВД с 02.08.38; зам. нач. Юж. горного упр. Дальстроя НКВД, пос. Оротукан Хабар, края 09.38—01.39; нач. упр. мор. транспорта Дальстроя НКВД, Магадан 01.39—03.40; и. о. зам. нач. ГУСДС НКВД, Магадан 03.40—13.09.40; 2 зам. нач. ГУСДС НКВД, Магадан 13.09.40—14.11.45; зам. нач. упр. Богословского ИТЛ и строит-ва алюминиевого з-да НКВД-МВД по лагерю 14.11.45—01.46; управ, трестом «Тагилстрой», Нижний Тагил 01.46—03.47; управ. Всесоюз. трансп. трестом «Золототранс» СГУ МВД СССР 19.04.47-17.03.49; зам. нач. ГУСДС МВД по транспорту и снабжению, Магадан 17.03.49—08.08.51; нач. «Колымснаба» Дальстроя МВД 28.01.50—12.09.50; начальник строительного района управления Белореченского ИТЛ и Кировскстроя МВД 08.08.51—11.07.52; уволен 11.07.52 по болезни как инвалид I группы. 
Формулировка приказа МВД СССР изменена  № 34лс от 05.01.54 — уволен «по фактам дискредитации»
Пенсионер с 11.52, Москва

### Звания
- 03.02.1937 — лейтенант государственной безопасности;
- 28.10.1939 — старший лейтенант государственной безопасности;
- 28.09.1941 — капитан государственной безопасности;
- 21.02.1945 — комиссар государственной безопасности;
- 09.07.1945 — генерал-майор — Лишен звания генерал-майора 08.09.54 Пост. СМ СССР № 1892-868с «в связи с совершенными им проступками, несовместимыми с высоким званием генерала».

### Награды
орден Ленина (17.01.1943); орден Красного Знамени (30.04.1946); орден Трудового Красного Знамени (24.02.1945); орден Красной Звезды (15.01.1945); орден «Знак Почета» (11.01.1941); 8 медалей